# Chitrino
Chitrino (Bulgaars: Хитрино) is een dorp in het noordoosten van Bulgarije in de   oblast Sjoemen. Het dorp Chitrino telde op 31 december 2018 zo’n 789 inwoners, terwijl de gemeente Chitrino, waarbij ook de omliggende 20 dorpen bij worden opgeteld, 6.764 inwoners had. De burgemeester is Noeridin Basri Ismail van de Beweging voor Rechten en Vrijheden.

## Geschiedenis
Tot 1934 heette het dorp Sjejtantsjik (Шейтанджик). Sinds 23 januari 1955 is er een treinstation in het dorp. 
De oorspronkelijke inwoners waren hoofdzakelijk Bulgaarse Turken, maar velen van hen hebben het dorp eind jaren tachtig, vanwege de bulgariseringscampagnes van het communistisch regime, verlaten.

## Religie
De meerderheid van de inwoners zijn islamitisch, terwijl een minderheid christelijk is. Er is een moskee in het dorp. 
| Religieuze samenstelling in februari 2011 | Religieuze samenstelling in februari 2011 | Religieuze samenstelling in februari 2011 | Religieuze samenstelling in februari 2011 | Religieuze samenstelling in februari 2011 |
| ----------------------------------------- | ----------------------------------------- | ----------------------------------------- | ----------------------------------------- | ----------------------------------------- |
|                                           |                                           |                                           |                                           |                                           |
| Bulgaars-Orthodoxe Kerk                   | Bulgaars-Orthodoxe Kerk                   |                                           | 12,7%                                     | 12,7%                                     |
| Katholieke Kerk                           | Katholieke Kerk                           |                                           | 0,2%                                      | 0,2%                                      |
| Protestantisme                            | Protestantisme                            |                                           | 0,5%                                      | 0,5%                                      |
| Islam                                     | Islam                                     |                                           | 83,5%                                     | 83,5%                                     |
| Geen                                      | Geen                                      |                                           | 1,4%                                      | 1,4%                                      |
| Anders/ Onbekend                          | Anders/ Onbekend                          |                                           | 1,7%                                      | 1,7%                                      |

## Treinexplosie
Op 10 december 2016 ontspoorde een goederentrein in Chitrino. Zeker zeven tankwagons met  lpg en propeen aan boord ontspoorden bij het station, raakten een elektriciteitskabel en vlogen in brand. Daarop ontstonden twee explosies. Er vielen zeven doden en zeker 25 gewonden.
Bestuurlijk centrum: Sjoemen
 Chitrino - Kaolinovo - Kaspitsjan - Nikola Kozlevo - Novi Pazar - Sjoemen - Smjadovo - Veliki Preslav - Varbitsa - Venets